# تصفيات بطولة آسيا للشباب لكرة القدم 1998
تصفيات بطولة آسيا للشباب لكرة القدم 1998 أقيمت في الفترة بين مايو وأغسطس 1998، حيث تقدمت 9 فرق مؤهلة للمرحلة النهائية. تأهلت تايلاند تلقائيا بصفتها المضيف.

## الفرق المتأهلة
| - تايلاند (تأهلت كمضيف) - الصين - الهند - العراق - اليابان | - كازاخستان - الكويت - قطر - السعودية - كوريا الجنوبية |

## مرحلة التأهيل

### المجموعة 1
تقدمت منها الكويت.

### المجموعة 2
تقدمت منها قطر.

### المجموعة 3
تقدمت منها السعودية.

### المجموعة 4
- لعبت المباريات في بغداد، العراق.

| م | الفريق         | لعب | ف | ت | خ | أ.له | أ.ع | أ.ف | نقاط | التأهل            |
| - | -------------- | --- | - | - | - | ---- | --- | --- | ---- | ----------------- |
| 1 | العراق (H)     | 4   | 3 | 1 | 0 | 13   | 0   | +13 | 10   | المسابقة النهائية |
| 2 | كوريا الشمالية | 4   | 2 | 2 | 0 | 14   | 3   | +11 | 8    |                   |
| 3 | أوزبكستان      | 4   | 1 | 2 | 1 | 9    | 5   | +4  | 5    |                   |
| 4 | تركمانستان     | 4   | 1 | 1 | 2 | 4    | 10  | −6  | 4    |                   |
| 5 | نيبال          | 4   | 0 | 0 | 4 | 0    | 22  | −22 | 0    |                   |

### المجموعة 9
تقدم منها اليابان.